# UD Ibiza-Eivissa
Unión Deportiva Ibiza-Eivissa byl španělský fotbalový klub sídlící ve městě Ibiza na Baleárských ostrovech. Klub byl založen v roce 1995 po zániku tradičního městského klubu SD Ibiza. Klub zanikl v polovině května roku 2010, kvůli dluhům ve výši 1 000 000 eur, které klub následně poslaly do likvidace.
Název klubu byl složen ze španělského a katalánského názvu města - Ibiza (španělský název) a Eivissa (katalánský název). Své domácí zápasy hrál klub na stadionu Estadi Can Misses s kapacitou 10 000 diváků.

## Historické názvy
- 1995 – UD Ibiza (Unión Deportiva Ibiza)
- 1997 – CE Eivissa (Club Esportiu Eivissa)
- 2001 – SD Eivissa (Sociedad Deportiva Eivissa)
- 2007 – SE Eivissa-Ibiza (Societat Esportiva Eivissa-Ibiza)
- 2009 – UD Ibiza-Eivissa (Unión Deportiva Ibiza-Eivissa)

## Umístění v jednotlivých sezonách
Legenda: Z - zápasy, V - výhry, R - remízy, P - porážky, VG - vstřelené góly, OG - obdržené góly, +/- - rozdíl skóre, B - body, červené podbarvení - sestup, zelené podbarvení - postup, světle fialové podbarvení - přesun do jiné soutěže
| Sezóny  | Liga                                    | Úroveň | Z   | V   | R   | P   | VG  | OG  | B   | +/- | Pozice |
| ------- | --------------------------------------- | ------ | --- | --- | --- | --- | --- | --- | --- | --- | ------ |
| 1995/96 | Regional Preferente de Ibiza-Formentera | 5      | ... | ... | ... | ... | ... | ... | ... | ... |        |
| 1996/97 | Regional Preferente de Ibiza-Formentera | 5      | ... | ... | ... | ... | ... | ... | ... | ... |        |
| 1997/98 | Regional Preferente de Ibiza-Formentera | 5      | ... | ... | ... | ... | ... | ... | ... | ... |        |
| 1998/99 | Tercera División – sk. XI               | 4      | ... | ... | ... | ... | ... | ... | ... | ... | 15.    |
| 1999/00 | Tercera División – sk. XI               | 4      | 38  | 13  | 3   | 22  | 44  | 74  | -30 | 42  | 15.    |
| 2000/01 | Tercera División – sk. XI               | 4      | 38  | 11  | 11  | 16  | 49  | 66  | -17 | 44  | 15.    |
| 2001/02 | Tercera División – sk. XI               | 4      | 38  | 10  | 11  | 17  | 33  | 44  | -11 | 41  | 15.    |
| 2002/03 | Tercera División – sk. XI               | 4      | 38  | 18  | 10  | 10  | 53  | 41  | +12 | 64  | 5.     |
| 2003/04 | Tercera División – sk. XI               | 4      | 38  | 16  | 12  | 10  | 70  | 38  | +32 | 60  | 5.     |
| 2004/05 | Tercera División – sk. XI               | 4      | 38  | 16  | 10  | 12  | 56  | 38  | +18 | 58  | 7.     |
| 2005/06 | Tercera División – sk. XI               | 4      | 40  | 22  | 8   | 10  | 70  | 36  | +34 | 74  | 5.     |
| 2006/07 | Tercera División – sk. XI               | 4      | 38  | 24  | 8   | 6   | 76  | 30  | +46 | 80  | 1.     |
| 2007/08 | Segunda División B – sk. III            | 3      | 38  | 12  | 17  | 9   | 43  | 42  | +1  | 53  | 7.     |
| 2008/09 | Segunda División B – sk. III            | 3      | 38  | 7   | 14  | 17  | 46  | 64  | -18 | 35  | 18.    |
| 2009/10 | Regional Preferente de Ibiza-Formentera | 5      | ... | ... | ... | ... | ... | ... | ... | ... | 4.     |

Poznámky:
- 2008/09: Klub měl původně sestoupit do Tercera División (4. nejvyšší soutěž), ale kvůli neplnění svých závazků vůči hráčům (výplaty atd.) byl klub přeřazen do nejnižší regionální soutěže na ostrově.